# 黄慕松
黄 慕松（こう ぼしょう）は清末、中華民国の軍人・政治家。中国国民党に属し、蒙蔵委員会委員長などを歴任した。別名は承恩。

## 事跡

### 民初の活動
汕頭嶺東同文学堂を経て、広東武備学堂第1期に入学する。卒業後日本に留学し、陸軍士官学校第6期工兵科などで学んだ。帰国後は広東黄埔陸軍小学で教官、監督を歴任している。
1911年（宣統3年）、辛亥革命が勃発すると、黄慕松は革命派の民軍で参謀長に任ぜられた。1912年（民国元年）3月、臨時大総統府軍諮府（後の参謀本部）第5局局長兼北伐軍大本営兵站局副局長となる。翌年1月、国防考察委員に任ぜられ、モンゴルや新疆で視察を行った。北京に戻ると陸地測量総局局長に任ぜられたが、まもなく再び日本に留学し、陸軍大学校で学ぶ。
第一次世界大戦終結後、軍事研究専員に任命され、欧州へ軍事視察に赴く。帰国後は、中俄（中ソ）界務公署参議兼中俄会議専門委員に任ぜられた。また、交通部路線審査会主任も兼任している。1925年（民国14年）5月、軍務善後委員会委員となる。その後、南方政府側に転じ、1927年（民国16年）、国民革命軍第3師師長に任ぜられた。北伐完了後、国民革命軍総司令部軍官団副団長に任ぜられた。1929年（民国18年）8月、国民政府軍事委員会参謀本部測量総局局長となる。翌年、陸軍大学代理校長に任ぜられた。この年には、航空分野や測量分野の国際会議において、中国代表として数度出席している。

### 新疆・チベット事務への関与
1931年（民国20年）11月、中国国民党第4期候補執行委員に選出される。翌月、中央海外党務委員会委員、新疆省党部指導委員となる。また参謀本部次長も兼ねた。翌1932年（民国21年）、ジュネーヴで開催された軍縮会議に出席する。9月、参謀本部第1庁庁長に任ぜられた。
1933年（民国22年）4月、新疆宣慰使に任ぜられ、6月にウルムチに到着する。このとき、前省政府主席の金樹仁がクーデタにより失脚し、混乱の最中にあった。黄慕松は国民政府の意思として、主席代理をつとめていた副主席兼教育庁庁長の劉文竜を正式に後任とした。黄は南京に戻ったが、まもなく新疆省の実力者である盛世才が兵変を起こして劉を拘束し、実権を掌握してしまう。後に国民政府はこれを追認せざるを得なかった。
同年9月、黄慕松は陸軍大学校長に任ぜられた。12月、ダライ・ラマ13世が円寂すると、翌1934年（民国23年）1月、黄は致祭達頼（ダライ）専使に任ぜられる。8月にチベットに赴いて冊封と祭祀に関わった。このとき、ダライ・ラマ13世を「護国弘法普慈円覚大師」に封じている。
1935年（民国24年）2月、インドを経由して帰国する。3月、蒙蔵委員会委員長に任命された。4月、陸軍中将の位を授与される。11月、国民党第5期中央執行委員兼中央海外党務委員会委員に選出された。翌年7月、広東省政府主席に任ぜられている。
1937年（民国26年）3月20日、広州にて病没。享年54。同年4月、陸軍上将を追贈された。